# Classe Unryū
La classe Unryū (雲龍型航空母艦, Unryū-gata Kōkūbokan) est une classe de porte-avions construits pour la marine impériale japonaise durant la Seconde Guerre mondiale. Seize navires étaient prévus à l'origine, mais seulement trois seront finis : le Unryū, l'Amagi, et le Katsuragi.

## Conception
Dans la course à l'armement sur le théâtre du Pacifique, la marine impériale japonaise se lance dans la construction du plus grand nombre de porte-avions possible. Afin de les construire rapidement, leur conception est basée sur celle du Hiryū plutôt que sur celles du Taihō ou de la classe Shōkaku, à la conception plus sophistiquée.
Ainsi, les unités de la classe Unryū sont plus légères et l'îlot placé à tribord. Les navires disposent de deux ascenseurs et deux hangars capables d'emporter 63 avions. Leur quantité de carburant aviation est plus faible que le Hiryū mais les réservoirs sont protégés par du béton armé. 
Il était prévu d'installer le même système de propulsion développant 152 000 ch que le Soryu afin d'atteindre une vitesse maximale de 34 nœuds (63 km/h), mais le Katsuragi se verra affubler de deux de ceux utilisés pour les destroyers, développant 104 000 ch (ou 2 x 52 000 ch), lui permettant malgré tout d'atteindre une vitesse de 32 nœuds (59 km/h). Les machines sont toutes dotées de 4 turbines Kampon et de 8 chaudières Kampon Ro. Tous les navires sont dotés de quatre arbres d'hélices.

### Armement
Ils possèdent le même armement que le Hiryū, soit 6 affûts doubles de 127 mm AA type 89. Ils étaient disposés sur des passerelles extérieures et à un niveau inférieur au pont d'envol, soutenues par des renforts cylindriques en appui sur la coque. Il y avait quatre positions symétriques en avant du premier ascenseur, et deux symétriques à l'arrière, de part et d'autre du deuxième ascenseur.
Leur artillerie légère est plus importante que celle du Hiryu : 13 affûts triples plus 24 affûts simples, soit un total de 63 canons antiaériens de 25 mm Type 96. Dans les derniers mois de 1944, ce nombre fut augmenté à 99, soit 22 affuts triples et 23 simples. Dans le détail, les pièces triples de 25 mm étaient réparties de la façon suivante : 
- trois à l'avant du pont d'envol ;
- trois de façon semblable à l'arrière ;
- neuf sur bâbord : quatre en face de l'îlot, trois juste avant l'affût de 127 mm arrière, et deux juste après ce même affût ;
- sept sur tribord : quatre à l'arrière entre les deux cheminées et l'affût de 127 mm arrière, deux juste après ce même affût et le dernier devant l'îlot.

Ces affuts possédaient des passerelles à un niveau inférieur au pont d'envol, excepté celui accolé devant l'îlot.
Les trois navires sont également équipés de deux radars Type 21 et deux Type 13.

## Navires de la classe
Les dates entre parenthèses sont théoriques

### Sous-classe Unryū
| N°   | Nom              | Quille           | Lancement         | Armement         | Chantier naval                        | Destin | Photo |
| ---- | ---------------- | ---------------- | ----------------- | ---------------- | ------------------------------------- | --- | ----- |
| 302  | Unryū (雲龍)     | 1er août 1942    | 25 septembre 1943 | 6 août 1944      | Arsenal naval de Yokosuka, Yokosuka   | Coulé le 19 décembre 1944 en mer de Chine orientale par le sous-marin USS Redfish                                            |       |
| 5001 | Amagi (天城)     | 1er octobre 1942 | 15 octobre 1943   | 10 août 1944     | Mitsubishi Heavy Industries, Nagasaki | Coulé dans le port de Kure lors du bombardement allié le 28 juillet 1945                                                     |       |
| 5002 |                  |                  |                   |                  | Arsenal naval de Yokosuka, Yokosuka   | Construction annulée en 1943. Le budget et les matériaux sont utilisés pour le Shinano                                       |       |
| 5003 | Katsuragi (葛城) | 8 décembre 1942  | 19 janvier 1944   | 15 octobre 1944  | Arsenal naval de Kure, Kure           | Survit au conflit. Retiré du service le 5 octobre 1945, démoli en 1946 - 1947                                                |       |
| 5004 | Kasagi (笠置)    | 14 avril 1943    | 19 octobre 1944   | (juin 1945)      | Mitsubishi Heavy Industries, Nagasaki | Fini à 84 %. Construction stoppée le 1er avril 1945, démoli en 1946 - 1947                                                   |       |
| 5005 |                  |                  |                   |                  | Arsenal naval de Yokosuka, Yokosuka   | Construction annulée en 1943. Le budget et les matériaux sont utilisés pour le Shinano                                       |       |
| 5006 | Aso (阿蘇)       | 8 juin 1943      | 1er novembre 1944 | (septembre 1945) | Arsenal naval de Kure, Kure           | Fini à 60 %. Construction stoppée le 9 novembre 1944. Coulé comme cible en juillet 1945, renfloué puis démoli en 1946 - 1947 |       |

### Sous-classe Ikoma
| N°   | Nom                            | Quille          | Lancement        | Armement        | Chantier naval                        | Destin                                                                      |
| ---- | ------------------------------ | --------------- | ---------------- | --------------- | ------------------------------------- | --------------------------------------------------------------------------- |
| 5007 | Ikoma (生駒)                   | 5 juillet 1943  | 17 novembre 1944 | (octobre 1945)  | Kawasaki Heavy Industries, Kobe       | Fini à 60 %. Construction stoppée le 9 novembre 1944, démoli en 1946 - 1947 |
| 5008 | Kurama (鞍馬) ou Kaimon (開聞) | (novembre 1943) |                  | (décembre 1945) | Mitsubishi Heavy Industries, Nagasaki | Construction annulée le 5 mai 1944                                          |

La construction des numéros 5009 à 5015 sera annulée le 11 août 1943.